# Thornton (Mississippi)
Thornton è una comunità non incorporata situata nella contea di Holmes, vicino al fiume Yazoo. L'U.S. Highway 49E attraversa la comunità, che si trova a circa 7 miglia (11 km) a nord di Eden e a circa 10 miglia (16 km) a sud di Tchula. Nel film del 1988, Mississippi Burning - Le radici dell'odio, l'agente dell'FBI Anderson (interpretato da Gene Hackman) dice che è di Thornton.